# Acacia hammondii
Acacia hammondii — вид квіткових рослин з родини бобових. Ареал: Австралія (Північна територія, Квінсленд, Західна Австралія).

## Середовище
Добре росте на пісках, супіщаних, глинистих і кам'янистих латеритних ґрунтах у складі відкритих евкаліптових лісових угруповань, розкиданих по трав'янистому підліску.

## Біоморфологічна характеристика
Дерево або кущ, що зазвичай досягає висоти від 2,5 до 5 метрів. Має гладку або волокнисту і тріщинувату кору. Кутасті та смолисті гілочки можуть бути голими або злегка запушеними та мати помітні сочевички. Філодії мають лінійну або вузькоеліптичну форму, плоскі, прямі або злегка зігнуті й мають довжину від 2,5 до 8,5 см і ширину від 3 до 7,5 мм і мають багато продихів з двома очевидними головними ацентральними жилками. Цвіте з травня по липень, утворюючи жовті квітки. Після цвітіння культура утворює вузькі довгасті голі стручки завдовжки від 3 до 6 см й від 5 до 8 мм ушир. Насіння від темно-коричневого до чорного кольору мають широкоеліптичну форму і мають розмір від 3,5 до 5 мм.